# コスモス656号
コスモス656号（Kosmos 656、ロシア語: Космос 656）は、ソユーズ7K-T宇宙船の無人飛行試験である。このソユーズの機種は、アルマース軍事宇宙ステーションへの飛行を目的として開発された。

## ミッション情報
- 宇宙船:ソユーズ7K-T
- 質量:6,675kg
- 近点:195km
- 遠点:364km
- 軌道傾斜角:51.6°
- 軌道周期:90.0分